# Amador Rojas
Amador Rojas, (Badalona, España, 20 de septiembre de 1940 es un exjugador de baloncesto español.

## Trayectoria
Se inicia en el mundo del baloncesto a los doce años en el Colegio Maristas de Badalona. Se formaría en la cantera de los dos equipos badaloneses más potentes del momento, el Círcol Catòlic y el Joventut, con la penya sube al primer equipo con solo diecisiete años, y juega hasta la temporada 1966-67, ganando la primera liga para el Joventut, y rompiendo una racha de siete ligas consecutivas del Real Madrid, después jugaría a las órdenes de Antoni Serra en el Mataró durante un espacio de tres años y otros seis en un equipo de San Adrián del Besós, poniendo final a su carrera deportiva con 36 años. 